# 木崎湖

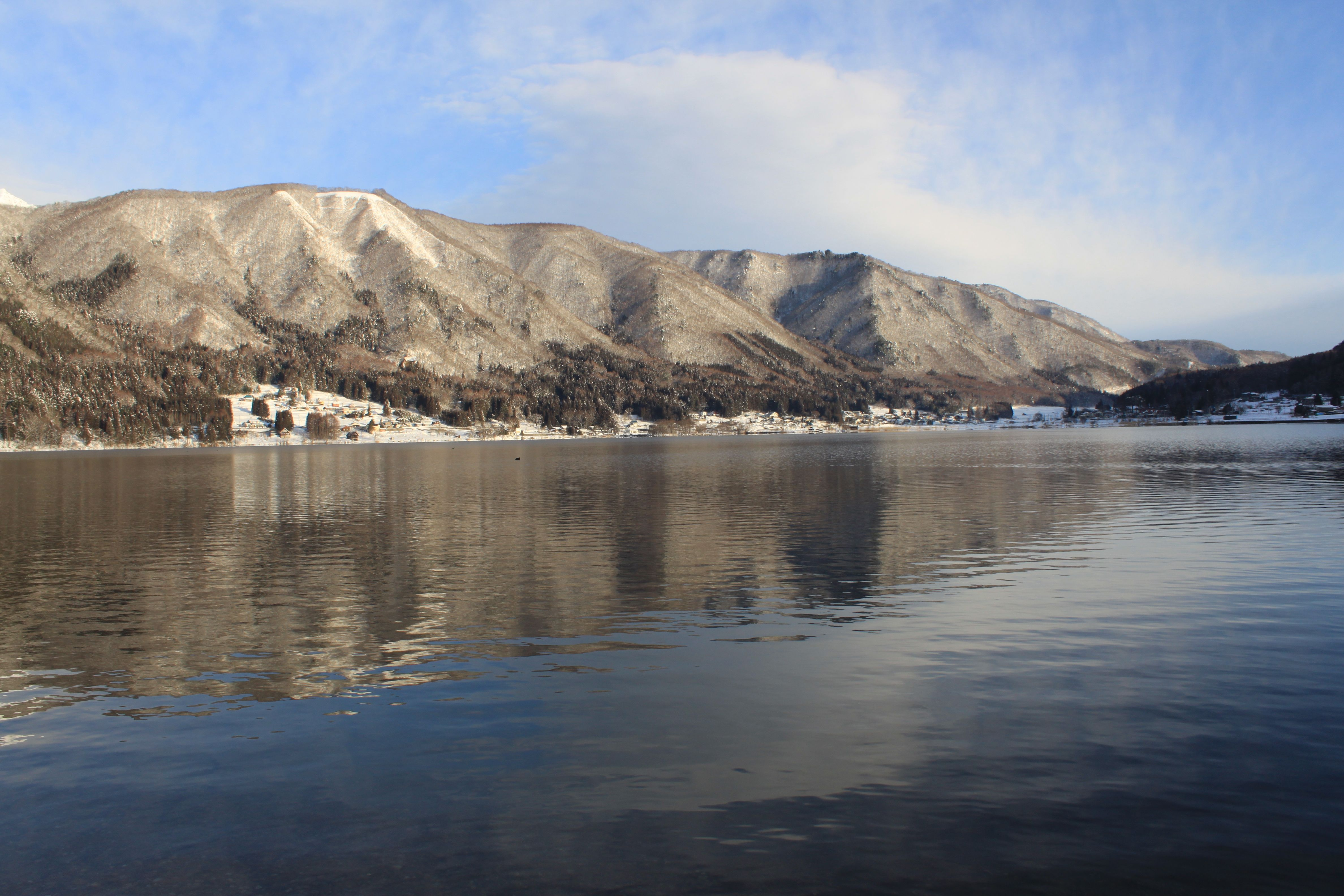
冬の木崎湖。湖面が凍結することもある。

木崎湖（きざきこ）は、長野県大町市にある湖。仁科三湖のうちのひとつで最も南側（最も下流川）に位置する。

## 地理
糸魚川静岡構造線による地溝上に出来た断層性構造湖で、西側には北アルプスがそびえる。流入河川は農具川および稲尾沢川である。うち農具川は青木湖から流出し中綱湖を経て来る川であり、そのまま流出し高瀬川へ至る。最寄り駅はJR大糸線信濃木崎駅、稲尾駅もしくは海ノ口駅。

## 利用

### 観光
近隣の葛温泉から引湯をしている木崎湖温泉を擁し、湖周辺にはいくつかの旅館や民宿が軒をつらねている。木崎湖温泉の湯をふんだんに使ったさまざまな風呂や温水プールを利用できる。湖畔にはスポーツ施設があり、スポーツ合宿の地としても利用されている。
冬にスキー客でにぎわう白馬村に近く、木崎湖の近くにもサンアルピナ鹿島槍スキー場・ヤナバスキー場があり、冬は多くの観光客が訪れる。また、立山黒部アルペンルートにも近く、黒部方面を利用する宿泊客も多い。
湖畔の公園は、芝の傷みやベンチ、遊具等の老朽化により2006年末より再整備を行っていたが、2007年5月には工事が完了し、新たに遊歩道などが整備され、木崎湖の表玄関口として、以前の面影を残しつつも、新しく綺麗な公園に生まれ変わった。
春の木崎湖はそれ自体に見所はあまりないが、湖からほど近い居谷里湿原では様々な植物が見ごろをむかえる。夏の観光地・避暑地としても利用され、6月には蛍が飛び交い、美しい自然に触れることができ、8月には木崎湖花火大会が催され、多くの人出がある。夏季の木崎湖は一様にバス釣り・ヨット・水泳・キャンプを目的とした人々が訪れ、多くは木崎湖キャンプ場や海ノ口キャンプ場が利用されている。11月頃は周辺の山々も紅葉して色づき、特に気温の下がった早朝には霧が発生し、長野県の乾燥した気候とあいまって、湖＋霧＋紅葉＋青空のコントラストを見ることができる。

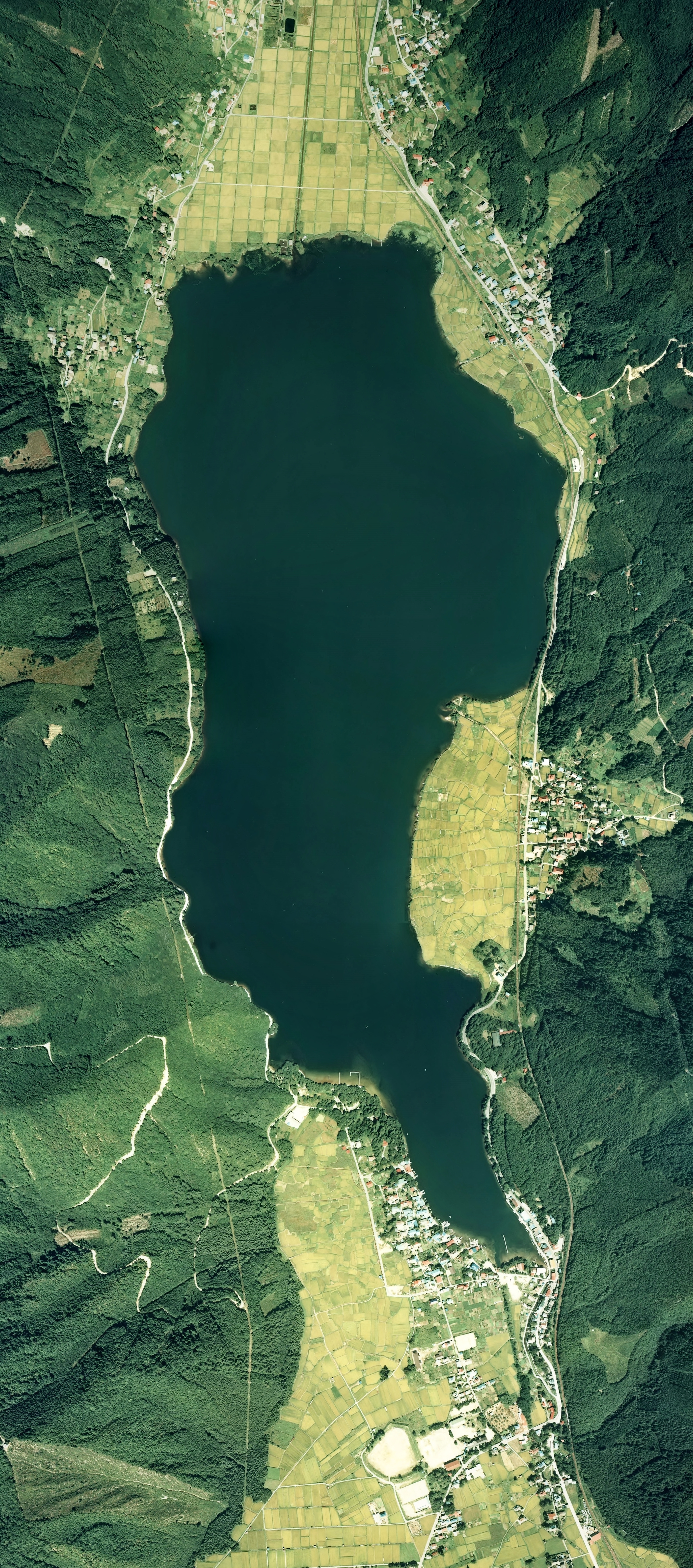
木崎湖周辺の空中写真。
1977撮影の4枚を合成作成。
。

### 漁業
コイ、フナ類、ワカサギのボート釣り、オオクチバス、コクチバスなど。また特に釣り客は、木崎湖にしかいない幻の魚「木崎マス」を追い求めて訪れる人もいる。
木崎マス（キザキマス）
Oncorhynchus masou subsp
サクラマスの河川残留型（陸封型）であるヤマメと、サツキマスの河川残留型（陸封型）であるアマゴかビワマスが自然交配したものと考えられている。ヤマメの遡上経路は、信濃川－千曲川－犀川－高瀬川－農具川－木崎湖であったが1930年代に信濃川に完成した複数のダムにより遡上は無くなった。明治時代に持ち込まれたアマゴかビワマスが自然交配して作出されたものである。幼魚はヤマメと酷似し、アマゴに特有の朱班は少ない。ほぼ隔絶された湖という環境に生育する為か、多くの個体は銀化（ぎんか）してしまい、淡水に生息するマス類に多く見られるパーマークは生育の一時期にのみ見られる。大きなものでは60cmまで生育する。1980年頃までに乱獲によりその姿を見る事は稀であったが、1985年から漁協と長野県水産試験場による繁殖・稚魚放流が開始され、その後魚影は安定している。身は赤みを帯びており、美味である。

## 学術研究
1981年より信州大学理学部湖沼生態学研究グループは、月一回の湖沼観測を行っている。また糸魚川静岡構造線の活動歴を解明する為に周辺地質の調査や古い時代の気候状態を解析するため湖底堆積物の研究など様々な研究が行われている。
キザキコミズシタダミ
学名 Cincinna kizakikoensis Fujita et Habe, 1991
木崎湖と中綱湖だけに生息する小型の巻き貝で、1986年に日本民俗資料館、国立科学博物館らの研究者により発見され、1991年に新種として発表された。体長4.5mmほどで、色は茶褐色、コカナダモなどの水草に付着する生活史を持つ。水草を減らす目的で放流されたソウギョの影響による水中植物帯の衰退やヘドロの堆積、水位変動量の増大など成育環境が悪化し個体数が激減しているため、大町市は天然記念物に指定し保護対象種としている。また、環境省は絶滅危惧Ｉ類(CR+EN)に指定している。国際自然保護連合（IUCN）が発表した2010年版『世界の絶滅危惧種リスト レッドリスト』は、キザキコミズシタダミを、「近い将来に極めて絶滅の恐れが高い種」と認定している。
キザキフラスコモ
学名 Nitella minispora Imahori (固有種車軸藻 - 絶滅)
ソウギョの放流によって食べ尽くされ2005年に絶滅が報告された。

## 水質
仁科三湖周辺は自然が多く残されているが、木崎湖周辺はその中でも最も開発が進んでいるため富栄養化も進行しており、1986年から1993年まで毎年淡水赤潮が発生するほどに水質が悪化した。このために平成17年度から下水道整備や個人宅への浄化槽などの水質保全活動が始まりその後は徐々にではあるが水質が改善し、1998年を最後に赤潮は発生していない。透明度は季節変動があり、2mから8m程度。
6月の表層水温は、18℃から22℃程度、水深10mでは10℃以下。夏期の表層水温は28℃、約28mの最深部では7℃以下である。

## その他

### 映像作品のロケ地
『白線流し』、『男はつらいよ 寅次郎あじさいの恋』、『犬神家の一族』などの映画のロケ現場にもなったことで知られる。
また2002年1月から3月にかけてWOWOWで放送されたアニメーション作品、『おねがい☆ティーチャー』およびその第2シリーズ『おねがい☆ツインズ』などの『おねがいシリーズ』においてその舞台となった。
同アニメのファンが、作品の舞台となった木崎湖およびその周辺を訪れ（いわゆる聖地巡礼）ており、地元もそれに合わせアニメファン向け商品の開発（アニメファン向け宿泊プランの設定・アニメラベルの日本酒やキャラクター名が付いたうどんの発売）や環境美化運動などのイベントの協力を行っており、アニメファンに（他地域と比較すると）好意的でありアニメを活用した観光まちおこしの成功例としてしばし取り上げられる。
地元である大町市観光協会の仁科三湖の紹介ページでも木崎湖は「アクティブスポーツ、アニメの聖地」として紹介されており、詳細ページでも「おねがいティーチャー」「おねがいツインズ」の舞台やその「聖地巡礼」の対象として紹介されている。しかし、この地を訪れる一部のアニメファンによる常識を逸脱した行為が問題視される事もあり、聖地巡礼者が自身のウェブサイトに上げた情報による、煽り行為的な要素が通常の観光客のキャパシティを越えていることと合わせて被害が目に見える形となり、大きくクローズアップされることもある。
その一方で常識的なファンが訪問時のマナー向上を呼びかけたり、非常識なファンが行った行為のリカバーをするための活動を行ったりしている。

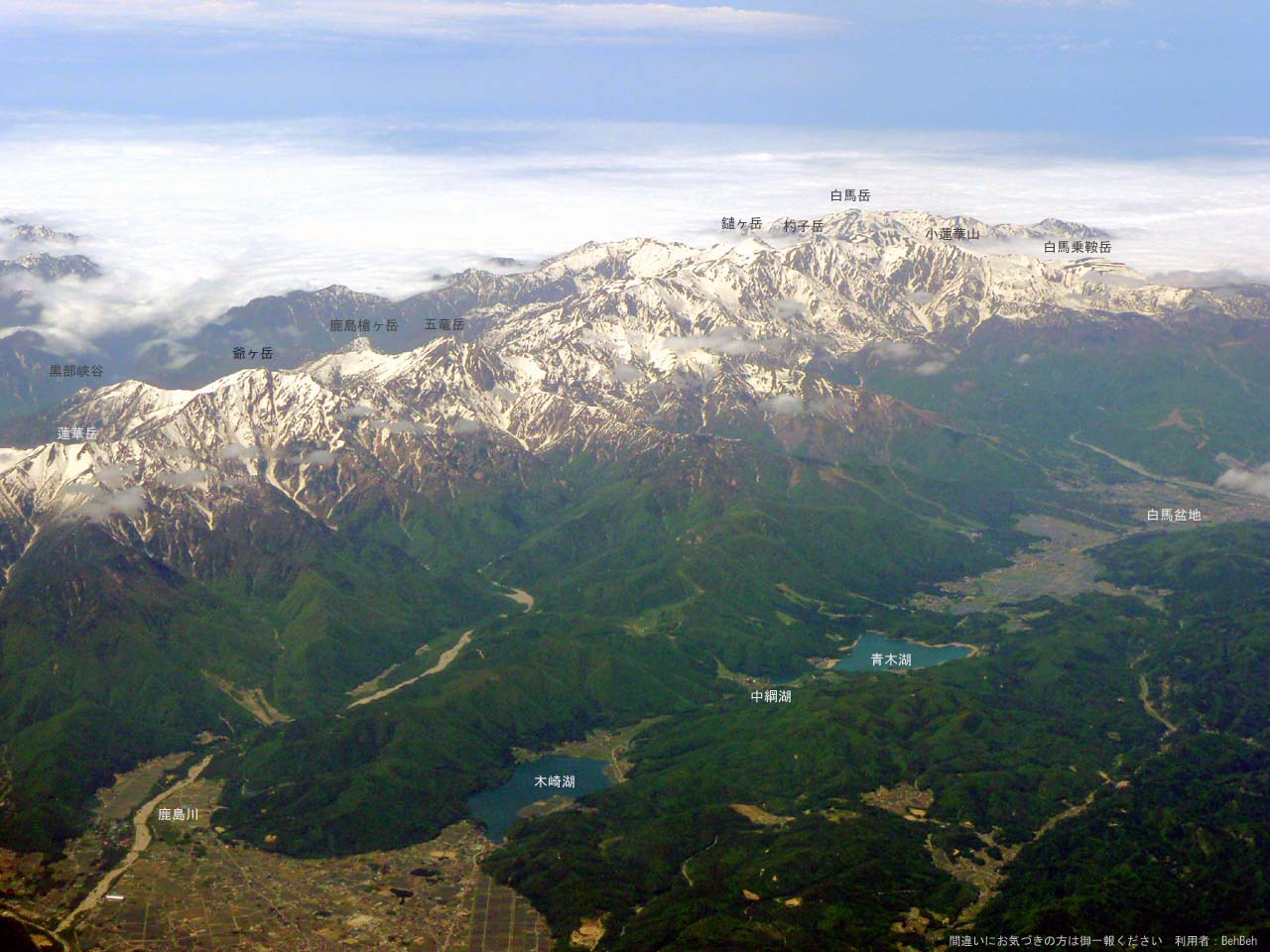
木崎湖と周辺の山々の位置関係

### 周辺の主な施設
- 木崎湖キャンプ場
- シロウマアウトドアカンパニー【SUP(サップ)・カヤックツアー】
- SAUNA STAND KOKAGE.(アウトドアサウナ）
- 木崎湖POW WOW キャンプ場&アウトドア（旧・木崎湖海ノ口キャンプ場）
- 星湖亭
- 西丸震哉記念館
- 森城址
  - 阿部神社

## ギャラリー

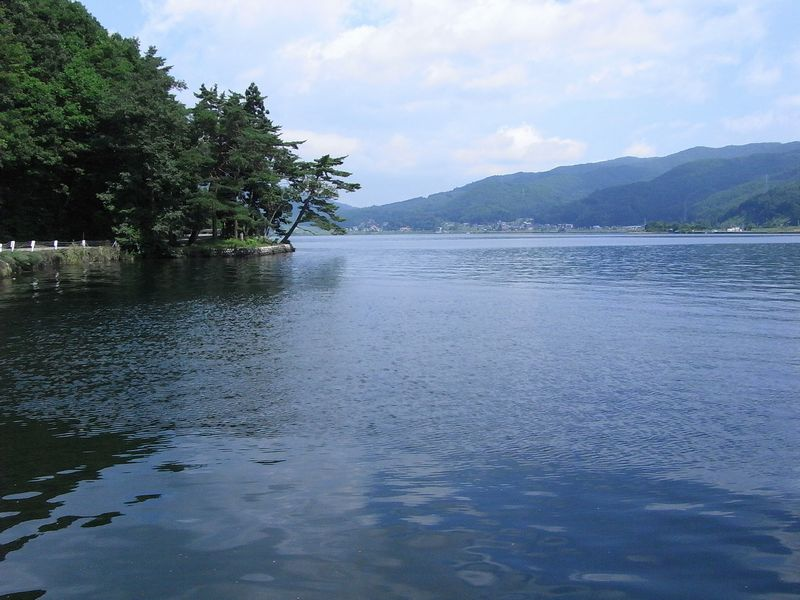
木崎湖（2008年8月20日撮影）
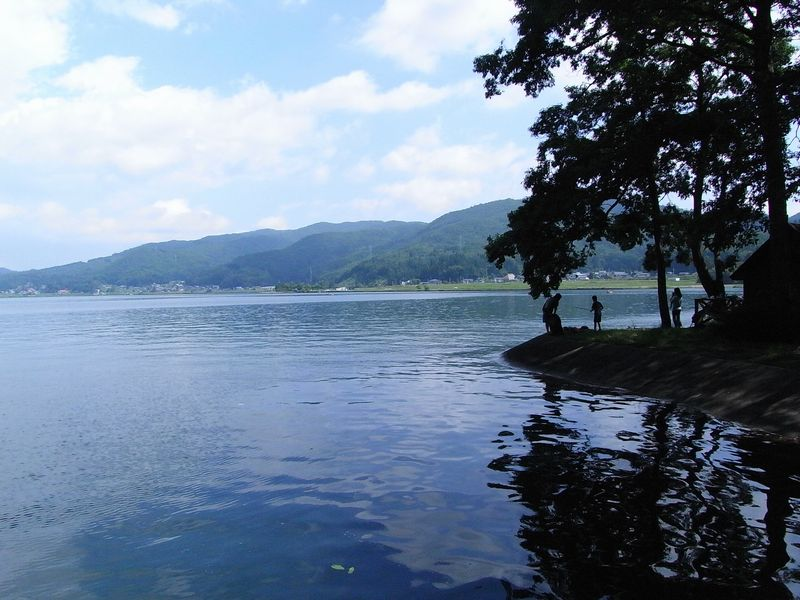
木崎湖（2008年8月20日撮影）
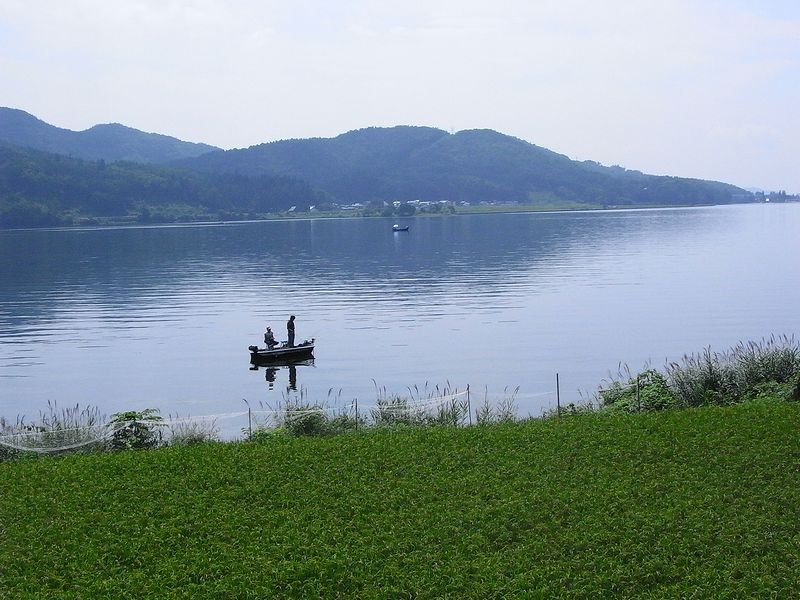
木崎湖（2008年8月20日撮影）
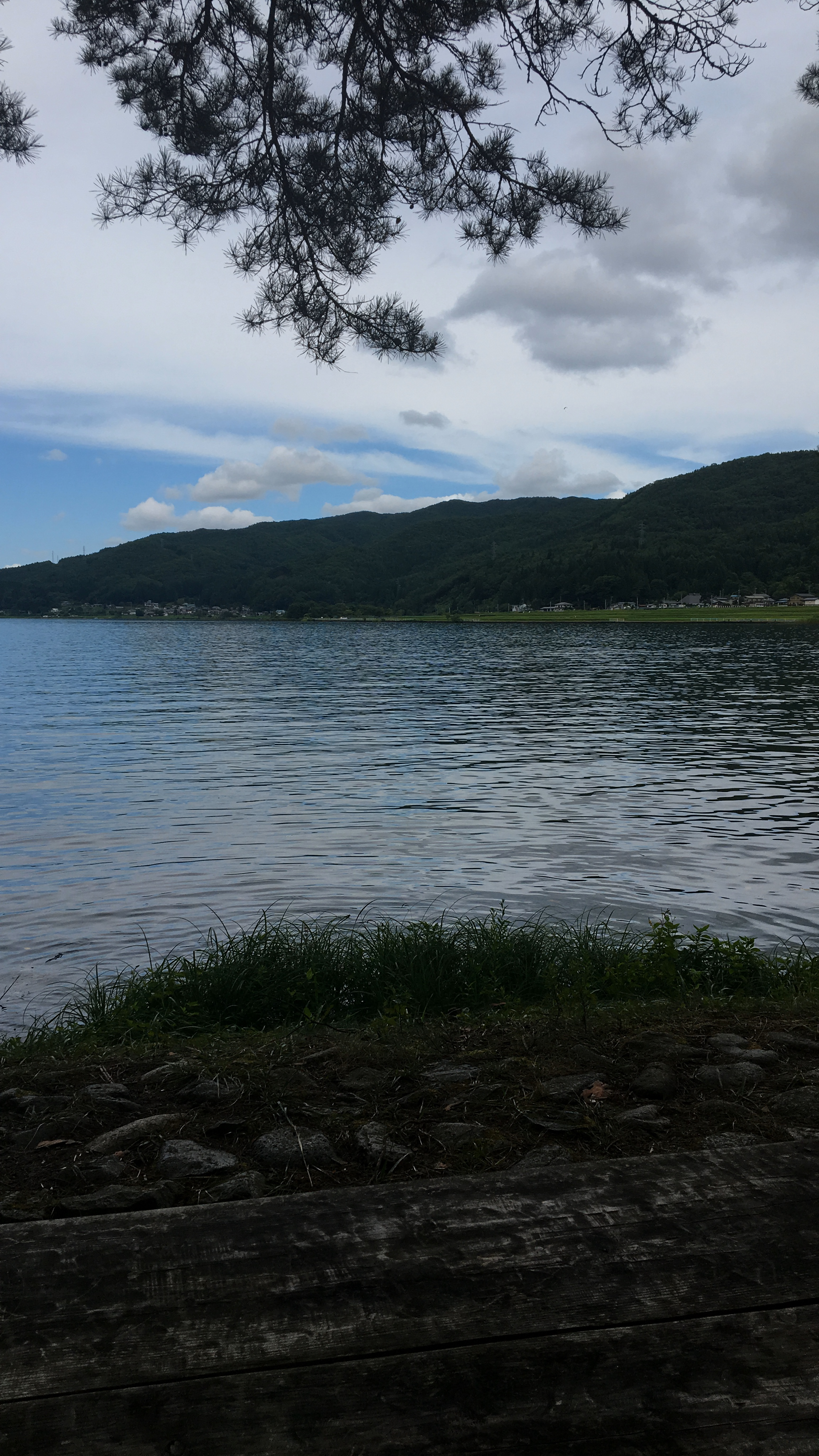
木崎湖キャンプ場から撮影（2020年8月11日撮影）
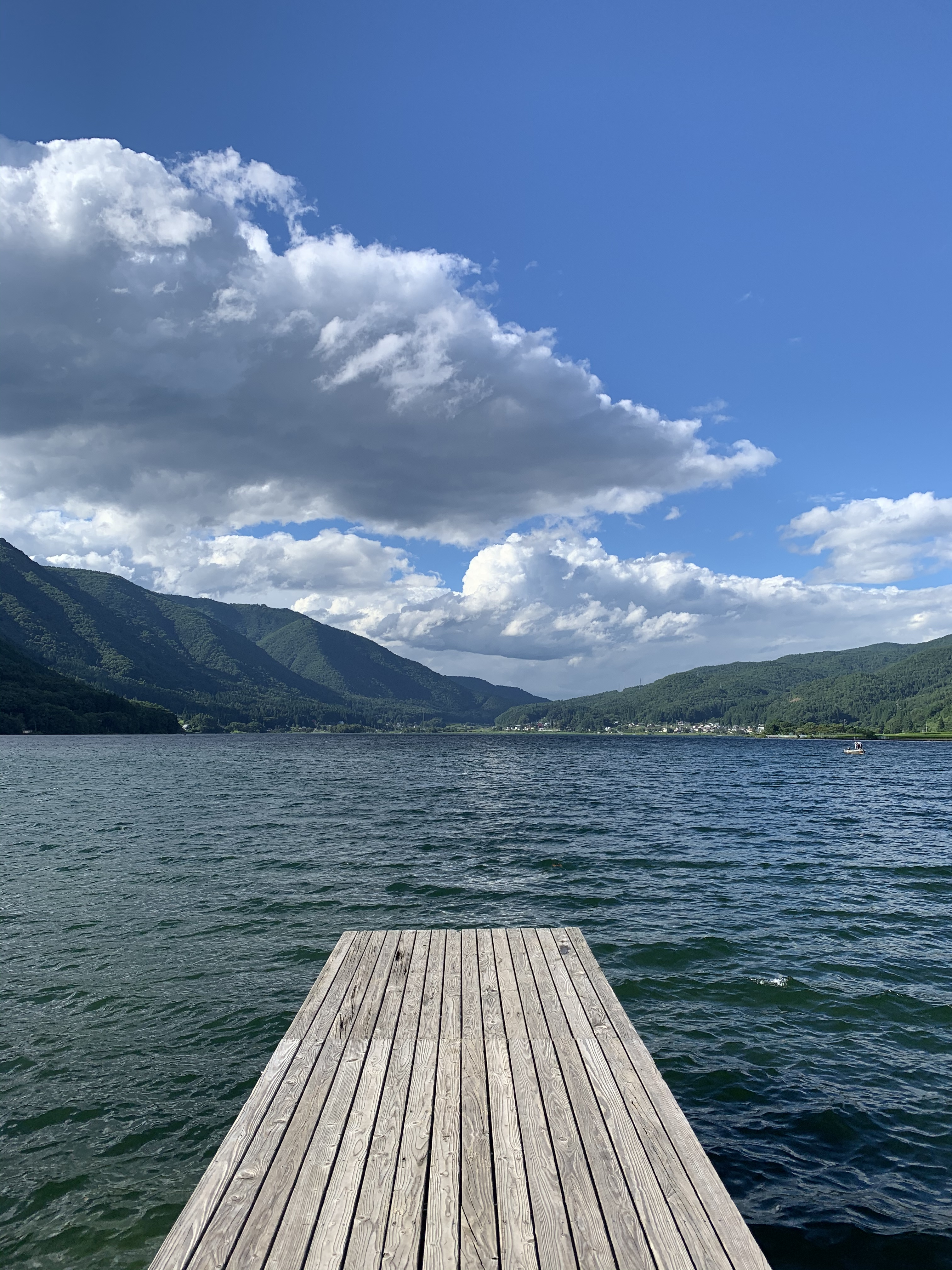
木崎湖キャンプ場の桟橋から（2020年8月11日撮影）
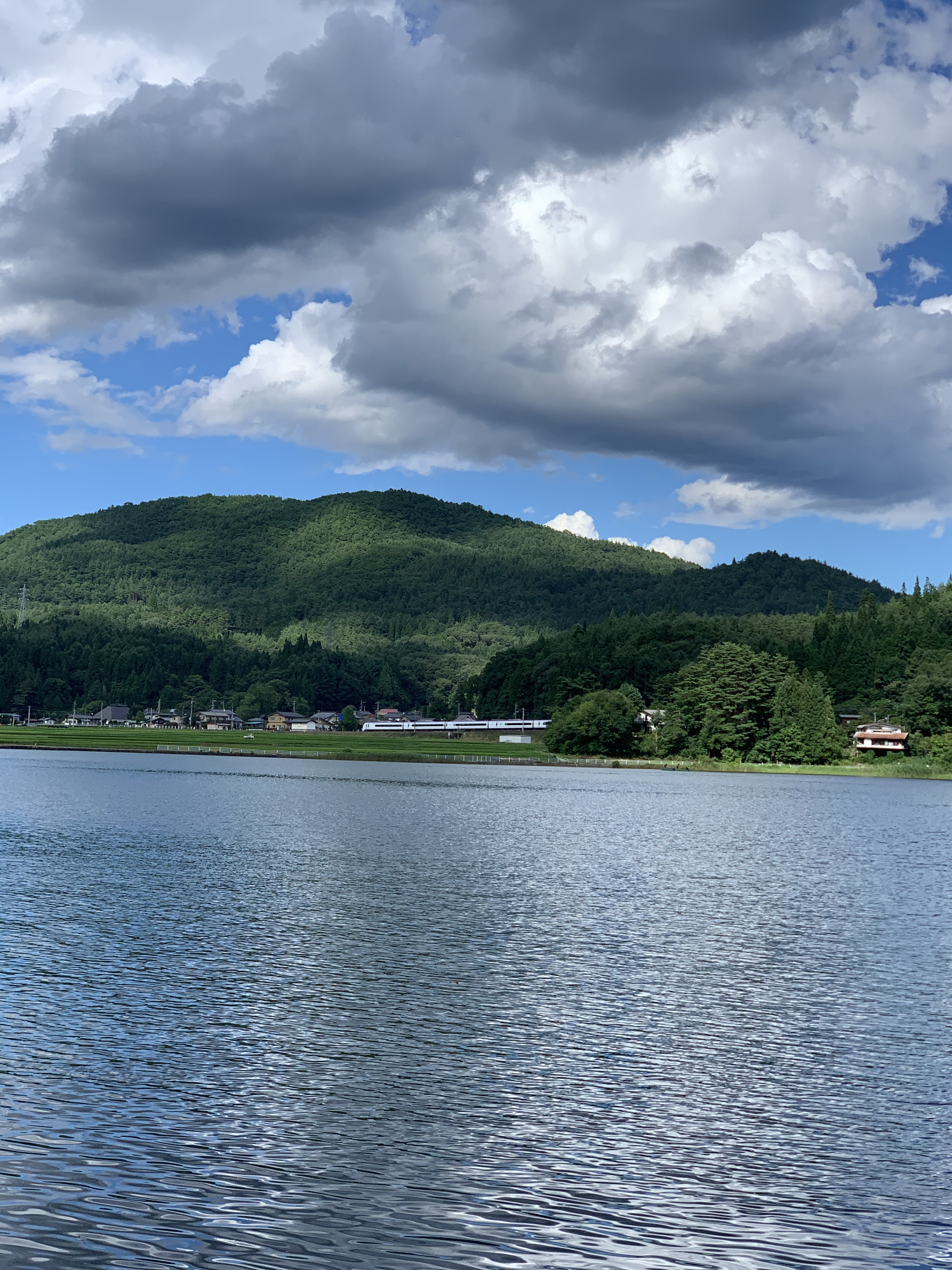
木崎湖キャンプ場から（2020年8月11日撮影）
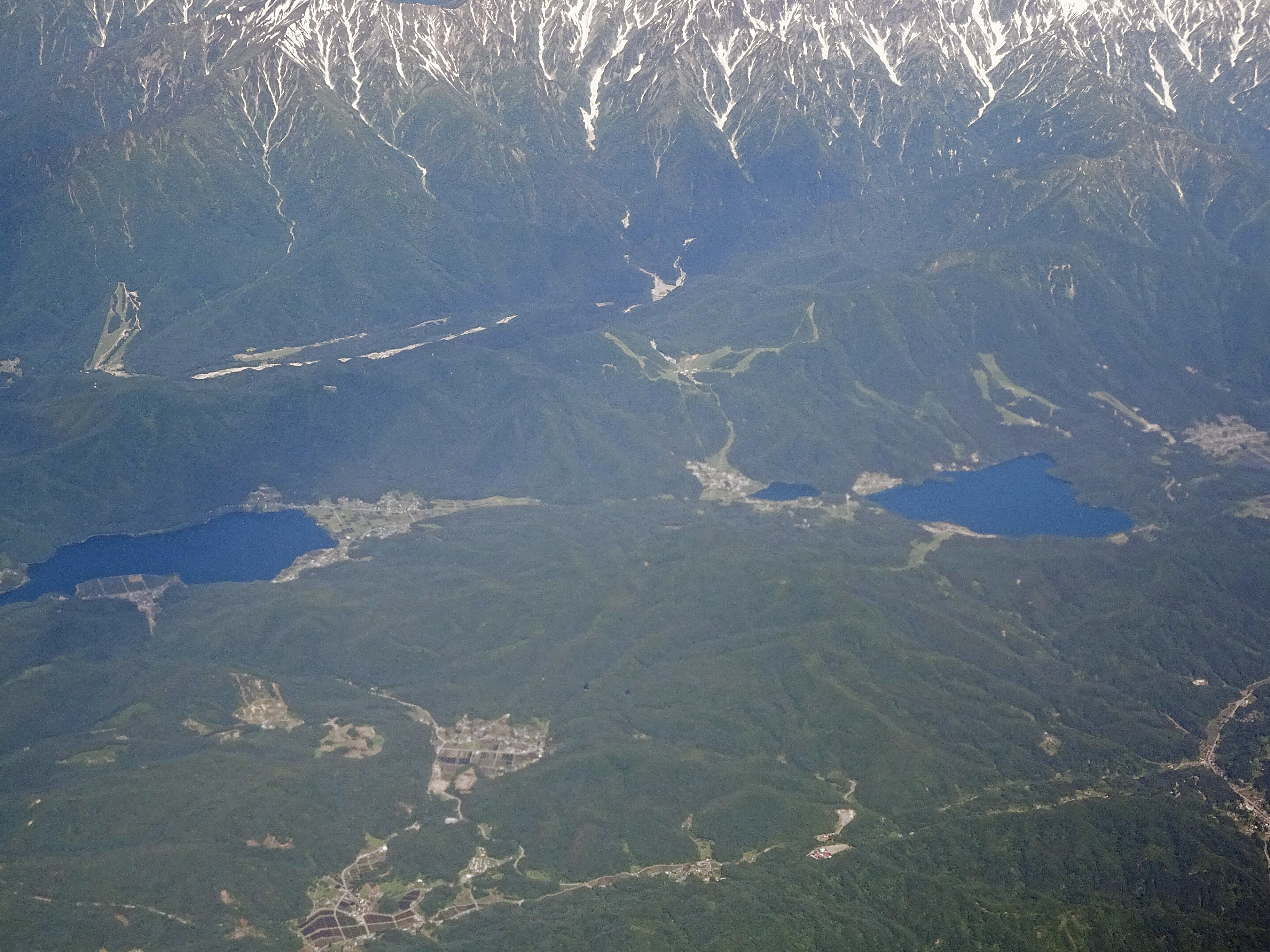
空撮した木崎湖（左）と青木湖（右）（2023年5月）